# Антиох XI Епифан
Антиох XI Епифан (грч. Αντίοχος ΙΑ' Επιφανής, умро 92. п. н. е.) био је владар хеленистичког Селеукидског царства.
Био је син Антиоха VIII Грипа и брат Селеука VI Епифана. Селеукиди, који су некада били једна од најзначајнијих хеленистичких династија, водили су почетком 1. п. н. е. исцрпљујуће међусобне ратове око Сирије. После смрти Селеука VI Епифана, његова браћа, Антиох Епифан и Филип I Филаделф удружили су се против свог брата од стрица Антиоха X Евсеба, сина Антиоха IX Кизичког. Браћа су опсела Антиохију 92. године п. н. е. али су доживели тежак пораз. Антиох XI Епифан се удавио у реци Оронт бежећи са бојног поља.